# En pensées
En pensées (en tchèque : V myšlenkách) est une œuvre de jeunesse de la compositrice Vítězslava Kaprálová datant de 1925.

## Contexte
Vítězslava Kaprálová compose sa troisième pièce pour piano à l'âge de dix ans. Elle compose et achève cette piécette d'une quinzaine de mesures le 1er janvier 1925.

## Analyse
La pièce est de forme lied. La mélodie, dans ses sections extrêmes et à la main gauche, rappelle le thème du finale de la Symphonie no 9 d'Antonín Dvořák. La pièce, d'abord en la mineur, présente ce motif sur différents degrés de la gamme dans la partie centrale de la pièce.